# Tokio Hatamoto
Tokio Hatamoto (født 18. august 1992) er en japansk fodboldspiller.